# Zielona herbata (opowiadanie)
Zielona herbata (tyt. oryg. Green tea) – opowiadanie grozy autorstwa irlandzkiego pisarza Josepha Sheridana le Fanu pochodzące z wydanego w 1872 roku zbioru pt. In a glass darkly. Na język polski tłumaczył opowiadanie Tadeusz Adrian Malanowski, ukazało się ono w wydanej w 1957 roku przez „Iskry” (i kilkakrotnie wznawianej) antologii opowiadań grozy pt. Opowieści z dreszczykiem. W formie kompozycji szkatułkowej zawarł Sheridan historię o nawiedzającym pewnego pastora duchu, przybierającym kształt rozumnej i potrafiącej mówić małpy.